# Andrena lineolata
Andrena lineolata är en biart som beskrevs av Warncke 1968. Andrena lineolata ingår i släktet sandbin, och familjen grävbin. Inga underarter finns listade i Catalogue of Life.